# مايك آدامز (لاعب كرة قدم أمريكية)
مايك آدامز (بالإنجليزية: Mike Adams)‏ هو لاعب كرة قدم أمريكية أمريكي، ولد في 10 مارس 1990 في فاريل في الولايات المتحدة.

## وصلات خارجية
- مايك آدامز على موقع مرجع كرة القدم المحترفة.كوم (الإنجليزية)